# Флорищи
Флорищи — село в Кольчугинском районе Владимирской области России. Входит в состав Флорищинского сельского поселения.

## География
Расположено в 7 км на юг от центра поселения посёлка Металлист и в 9 км на запад от районного центра города Кольчугина.

## История

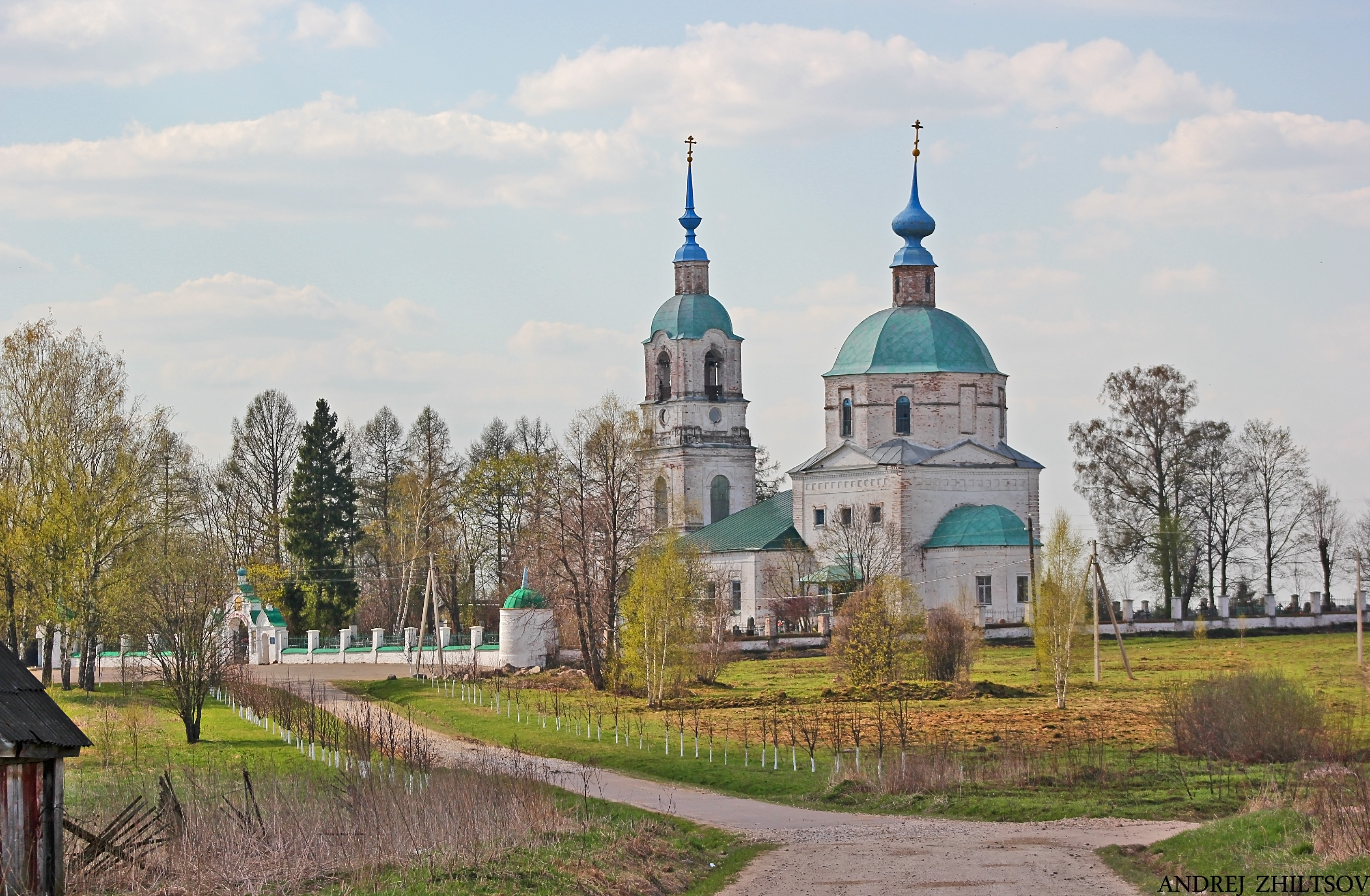
Церковь Введения во храм Пресвятой Богородицы. 2014 год

Впервые упоминается в 1572  в духовной грамоте царя Ивана Васильевича Грозного:
…Да благословляю  жену  свою  Анну,  даю  ей … да вь Юрьеве Польском село  Городище  Мстиславле,  село Флолищево,  село Сенмское,  село Елохово,  с деревнями и со всеми угодьи,  да тремя третьми Заозерских Пенковых вотчиною  со  всеми деревнями и угодьи
В 1582 году Иван Грозный жалует село вместе с другими деревнями Архангельскому собору Московского кремля, как вклад по душе царевича Ивана Ивановича. Тогда село входило в состав Тихотина стана Юрьев-Польского уезда.
Се азъ, царь и великии князь Иванъ Васильевичь всеа Русии, пожаловал есми архангелского протопопа, что на Москве на площади, з братьею, или кто по немъ иныи протопопъ и братья у Архангела Михаила будут, дал есми къ Архангелу Михаилу в домъ по сыне своемъ, по царевиче по князе Иване Ивановиче… Да въ ш Юрьевскомъ уезде Полсково село Фролищево на колодезе на щ роднике щ на текучемъ з деревнями: деревня Диаконовская на речке на Шерноге, деревня Прокунино на речке на Инобашке, деревня Владыкино на речке на Инобашке, деревня Пинархово на речке на Инобашке, деревня Деево на речке на Инобашке, деревня Полутино на речке на Инобашке, деревня Ефаново на речке на Мутенке, да к тои же деревни принесена деревня Емельяново, пашня спущена с одново, селище, что была деревня Паврево, снесена в деревню Ефанову, деревня Пархачево Болшое на колодезе на копанце, деревня Оникиево ъ, деревня Пархачево Меншое на суходоле, деревня Бокино на колодце на роднике, деревня Панкино, деревня Шилово на речке на Бычке, деревня Лакомое на речке на Бычке, деревня Куземкино, деревня Давыдково на речке на Белои, деревня Дуброво на речке на Климовке, деревня Ульяново на речке на Пегше, деревня Собинино на речке на Дмитровке, деревня Ивашково, пуста, на речке на Инобашке, пустошъ, что была деревня Годково, на речке на Инобашке, пустошъ, что была деревня Власово, пустошъ, что была деревня Кобелево, пустошъ, что была деревня Сонкина, пустошъ, что была деревня Дмитрово, пустошъ, что был починокъ Володи[нъ]. И всего село Фролищево, а к нему дватцать одна деревня, да деревня пуста, да шесть пустошеи, да селище. 
В 1645 году в селе была деревянная церковь Николая Чудотворца. В самом селе и окрестных девяти деревнях числился двор приказчиков и 59 дворов крестьянских в них 133 человека и 30 дворов бобыльских в них 48 человек.

Село сильно пострадало от морового поветрия 1654-1655 годов. 
Да по скаскѣ Никольскаго попа Ивана, пришелъ де он попъ Иван въ село Флорищево послѣ мороваго повѣтрiя, а на церковной землѣ бобылей нѣтъ, а которые церковные бобыли были, написаны въ переписн. книгахъ, и тѣ бобыли въ моровое повѣтрiе померли всѣ безъ остатку. 
К переписи 1677 года окрестных деревень осталось всего 6, да одна деревня Собино поселена вновь. Тогда в селе Фролищи и шести окрестных деревнях было крестьянских и бобыльских 116 дворов а в них 412 человек.

Уже в середине XVIII века в селе была еженедельная ярмарка по средам и фартина (кабак), этому способствовало нахождение села на Большой московской дороге (Стромынском тракте). 
На оные (ярмарки) приезжают из городов Покрова, Юрьева, Переславля Залесского и Александрова с разными мелочными товарами, а крестьяне торгуют хлебом, холстами, косами, горшками, лыками и прочими для них надобностями 
До секуляризационной реформы 1764 года село принадлежало Архангельскому собору Московского кремля, потом было передано в ведение Коллегии экономии.
С 1778 по 1796 годы село Фролищи находилось в Киржачском уезде Владимирской губернии, после упразднения Киржачского уезда оказалось в Покровском уезде той же губернии.
В 1799 году местный священник указывал, что существовавшая в его приходе деревянная церковь во имя Святителя Николая Чудотворца построена была прихожанами в 1749 году. В том же 1799 году во Флорищах начато строительство каменного храма, постройка которого закончилась в 1819 году. Престолов в храме было три, в холодном в честь Введения во храм Пресвятой Богородицы, в приделах теплых во имя Николая Чудотворца и Архистратига Михаила. В конце XIX века приход состоял из села Флорищи, сельца Алешек и деревень Дьяконовой, Деевой, Левашовой, Понизовья. В селе с 1881 года существовала земская народная школа. Учащихся в 1895 году было 67 чел.
В конце XIX — начале XX века село входило в состав Коробовщинской волости Покровского уезда.
С 1929 года село являлось центром Флорищинского сельсовета в составе Кольчугинского района, позднее центр Флорищинского сельсовета был перенесен в посёлок Металлист.

## Население
| 1647    | 1678     | 1709    | 1710 | 1747     | 1761 | 1782 | 1795 | 1850 | 1859 | 1905 | 1926 | 2002 | 2010 | 2021 |
| ------- | -------- | ------- | ---- | -------- | ---- | ---- | ---- | ---- | ---- | ---- | ---- | ---- | ---- | ---- |
| 95 м.п. | 243 м.п. | 77 м.п. | 163  | 218 м.п. | 444  | 478  | 511  | 596  | 595  | 711  | 727  | 204  | 226  | 203  |

## Достопримечательности
В селе находятся:
- действующая церковь Введения во храм Пресвятой Богородицы (1819)[6]
- святой источник св. мучеников Флора и Лавра